# Derek Mears
Derek Mears, född 29 april 1972, är en amerikansk skådespelare och stuntman, mest känd för sin roll som seriemördaren Jason Voorhees i nyinspelningen av Friday the 13th.

## Uppväxt
Derek Mears föddes i Bakersfield i Kalifornien. Han utexaminerades från Highland High School 1990.

## Karriär
Mears har varit med i många filmer som både skådespelare och stuntman. Han har haft mindre roller i Cityakuten, Alias, Men in Black 2, The Shield, CSI: NY, My Name Is Earl, Mr. & Mrs Smith, CSI: Miami och The Hills Have Eyes 2. Han har även gjort stunts till bland andra Pirates of the Caribbean: Död Mans Kista, Indiana Jones och Kristalldödskallens rike, Blades of Glory och TV-serierna Angel och Bones.
Mears fick sitt genombrott som huvudrollen, den maskerade seriemördaren Jason Voorhees i Friday the 13th. Han blev rekommenderad till producenterna, Brad Fuller och Jason Form, av make-up- och specialeffektsgurun Scott Stoddard, som designade looken till hans karaktär i filmen. Mears är 1,96 m lång, vilket gör honom till en av de två längsta skådespelaren som gestaltat Jason, tillsammans med Ken Kirzinger, som spelade honom i Freddy vs. Jason.
Mears är kontrakterad att återvända för antingen uppföljaren eller i någon annan Platinum Dunes-film. Om Mears repriserar sin roll som Jason, blir han den andra personen som spelat Jason mer än en gång, liksom Kane Hodder. Han spelade även en Predator i filmen Predators från 2010.
Han kommer även att medverka i den nya Pirates of the Caribbean: On Stranger Tides.